# Кубок России по водному поло среди мужчин
Кубок России по водному поло среди мужских команд — ежегодное соревнование, проводимое Федерацией водных видов спорта России (до 2024 года — Федерацией водного поло России).

## История и формат турнира
Соревнования за Кубок России обычно проводятся весной, после завершения национального чемпионата, реже — до начала или во время клубного сезона. Трофей разыгрывают, как правило, 8 сильнейших команд по итогам чемпионата, однако в 2015—2016 годах возможность побороться за Кубок предоставлялась всем командам, часть из которых напрямую выходила в финальный этап розыгрыша, а более низкие по рейтингу команды дополнительно играли предварительный этап. Помимо клубных команд, в отдельных турнирах также выступали молодёжная сборная России (1998, 2000, 2002) и юношеская сборная Москвы (1999). В нескольких розыгрышах принимали участие коллективы из Казахстана и Белоруссии — алма-атинский «Рахат» / ДШНК (2000—2004) и минский РЦОП (2016, 2018). В июне 2007 года участники Кубка России выступали без легионеров и представляли не клубы, а свои регионы.
Соревнования проводятся либо полностью по системе плей-офф, либо включают в себя игры в двух группах и матчи плей-офф. В 2008, 2018 и 2022 годах групповой этап и плей-офф в формате «Финала четырёх» проходили в разных городах. В сезоне-2019/20 розыгрыш Кубка России растянулся почти на год: в ноябре 2019 года начались четвертьфинальные матчи (команды проводили по две игры — дома и на выезде), а решающая стадия из-за пандемии COVID-19 была перенесена с весны на октябрь 2020 года и по причине болезни ватерполистов волгоградского «Спартака» прошла с участием лишь трёх команд. В 2021 году все стадии Кубка России — четвертьфиналы, полуфиналы и финал — состояли из двух матчей, а с 2023 года организаторы вернулись к привычной схеме турнира в одном городе.
13 раз обладателем Кубка России становился волгоградский «Спартак» (включая победу сборной Волгоградской области в июне 2007 года), 6 побед — у казанского «Синтеза», 3 — у подмосковного «Штурма-2002». 9 титулов остались в истории московского «Динамо», расформированного в 2021 году, а столичный ЦСК ВМФ, исчезнувший на 10 лет раньше, одержал победу в первом финале Кубка России, взяв верх над «Динамо» — 11:10 (1:3, 2:2, 2:1, 3:2, 1:0, 2:2). 19 раз обладатель Кубка России в том же году побеждал и в чемпионате страны.

## Призёры
| Дата финала           | Город                | Золото                        | Счёт финала           | Серебро                       | Бронза                           |
| --------------------- | -------------------- | ----------------------------- | --------------------- | ----------------------------- | -------------------------------- |
| 29.09.1993            | Москва               | ЦСК ВМФ (Москва)              | 11:10 (д. в.)         | «Динамо» (Москва)             | «Москвич-АЗЛК» (Москва)          |
| 26.06.1994            | Москва               | «Динамо» (Москва)             | 11:4                  | ЦСК ВМФ (Москва)              |                                  |
| 27.05.1995            | Москва               | «Динамо» (Москва)             | 8:5                   | «Лукойл-Спартак» (Волгоград)  | ЦСК ВМФ (Москва)                 |
| 10.05.1996            | Москва               | «Динамо» (Москва)             | 10:8 (д. в.)          | «Лукойл-Спартак» (Волгоград)  | ЦСК ВМФ (Москва)                 |
| 21.06.1997            | Москва               | «Динамо» (Москва)             | 6:4                   | «Лукойл-Спартак» (Волгоград)  | ЦСК ВМФ (Москва)                 |
| 20.06.1998            | Москва               | «Лукойл-Спартак» (Волгоград)  | 10:6                  | «Динамо» (Москва)             | ЦСК ВМФ (Москва)                 |
| 28.05.1999            | Москва               | «Динамо-Олимпийский» (Москва) | 9:6                   | «Лукойл-Спартак» (Волгоград)  | ЦСК ВМФ (Москва)                 |
| 18.06.2000            | Москва               | «Лукойл-Спартак» (Волгоград)  | 4:2                   | «Динамо-Олимпийский» (Москва) | ЦСК ВМФ (Москва)                 |
| 09.05.2001            | Москва               | «Лукойл-Спартак» (Волгоград)  | 6:5 (д. в.)           | «Динамо-Олимпийский» (Москва) | «Рахат» (Алма-Ата, Казахстан)    |
| 15.05.2002            | Москва               | «Лукойл-Спартак» (Волгоград)  | 11:8                  | «Динамо-Олимпийский» (Москва) | ЦСК ВМФ (Москва)                 |
| 30.04.2003            | Москва               | «Лукойл-Спартак» (Волгоград)  | 6:5                   | «Штурм-2002» (Чехов)          | «Синтез» (Казань)                |
| 14.11.2004            | Кириши               | «Лукойл-Спартак» (Волгоград)  | 12:3                  | «Синтез» (Казань)             | ЦСК ВМФ (Москва)                 |
| 15.10.2005            | Кириши               | «Синтез» (Казань)             | 11:10                 | «Штурм-2002» (Чехов)          | «Динамо-Олимпийский» (Москва)    |
| 24.09.2006            | Чехов                | «Штурм-2002» (Чехов)          | 12:11 (д. в.)         | «Лукойл-Спартак» (Волгоград)  | «Синтез» (Казань)                |
| 11.06.2007            | Волгоград            | Волгоградская область         | 10:7                  | Московская область            | Москва                           |
| 21.12.2008            | Казань               | «Штурм-2002» (Чехов)          | 9:5                   | «Спартак-Волгоград»           | «Синтез» (Казань)                |
| 06.09.2009            | Туапсе               | «Спартак-Волгоград»           | 9:8 (д. в.)           | «Штурм-2002» (Чехов)          | «Синтез» (Казань)                |
| 11.06.2010            | Пенза                | «Синтез» (Казань)             | 7:6                   | «Штурм-2002» (Руза)           | «Спартак-Волгоград»              |
| 19.05.2011            | Волгоград            | «Штурм-2002» (Руза)           | 7:7 (д. в.), пен. 4:3 | «Спартак-Волгоград»           | «Динамо-ШВСМ-Измайлово» (Москва) |
| 22.06.2012            | Волгоград            | «Спартак-Волгоград»           | 6:4                   | «Синтез» (Казань)             | «Штурм-2002» (Руза)              |
| 23.09.2013            | Астрахань            | «Спартак-Волгоград»           | 16:13                 | «Синтез» (Казань)             | «КИНЕФ-Сургутнефтегаз» (Кириши)  |
| 2014                  | турнир не проводился | турнир не проводился          | турнир не проводился  | турнир не проводился          | турнир не проводился             |
| 03.05.2015            | Волгоград            | «Спартак-Волгоград»           | 14:9                  | «Динамо» (Москва)             | «Синтез» (Казань)                |
| 28.05.2016            | Казань               | «Динамо» (Москва)             | 6:6, пен. 8:7         | «Синтез» (Казань)             | «Динамо» (Астрахань)             |
| 30.04.2017            | Казань               | «Спартак-Волгоград»           | 6:6, пен. 4:3         | «Синтез» (Казань)             | «Динамо» (Москва)                |
| 20.01.2018            | Москва               | «Динамо» (Москва)             | 9:7                   | «Спартак-Волгоград»           | «Синтез» (Казань)                |
| 19.01.2019            | Казань               | «Динамо» (Москва)             | 12:9                  | «Синтез» (Казань)             | «Спартак-Волгоград»              |
| 25.10.2020            | Москва               | «Динамо» (Москва)             | 9:5                   | «Динамо-СШОР» (Астрахань)     | «Балтика» (Санкт-Петербург)      |
| 08.06.2021 13.06.2021 | Казань Волгоград     | «Синтез» (Казань)             | 15:9 15:12            | «Спартак-Волгоград»           | —                                |
| 27.04.2022            | Астрахань            | «Синтез» (Казань)             | 7:6                   | «Спартак-Волгоград»           | «Динамо-СШОР» (Астрахань)        |
| 25.05.2023            | Казань               | «Спартак-Волгоград»           | 8:8, пен. 5:4         | «КОС-Синтез» (Казань)         | «Динамо-СШОР» (Астрахань)        |
| 16.05.2024            | Казань               | «КОС-Синтез» (Казань)         | 17:13                 | «Динамо-СШОР» (Астрахань)     | «Спартак-Волгоград»              |
| 05.06.2025            | Казань               | «КОС-Синтез» (Казань)         | 13:6                  | «Спартак-Волгоград»           | «Динамо-СШОР» (Астрахань)        |